# Japansk bondage

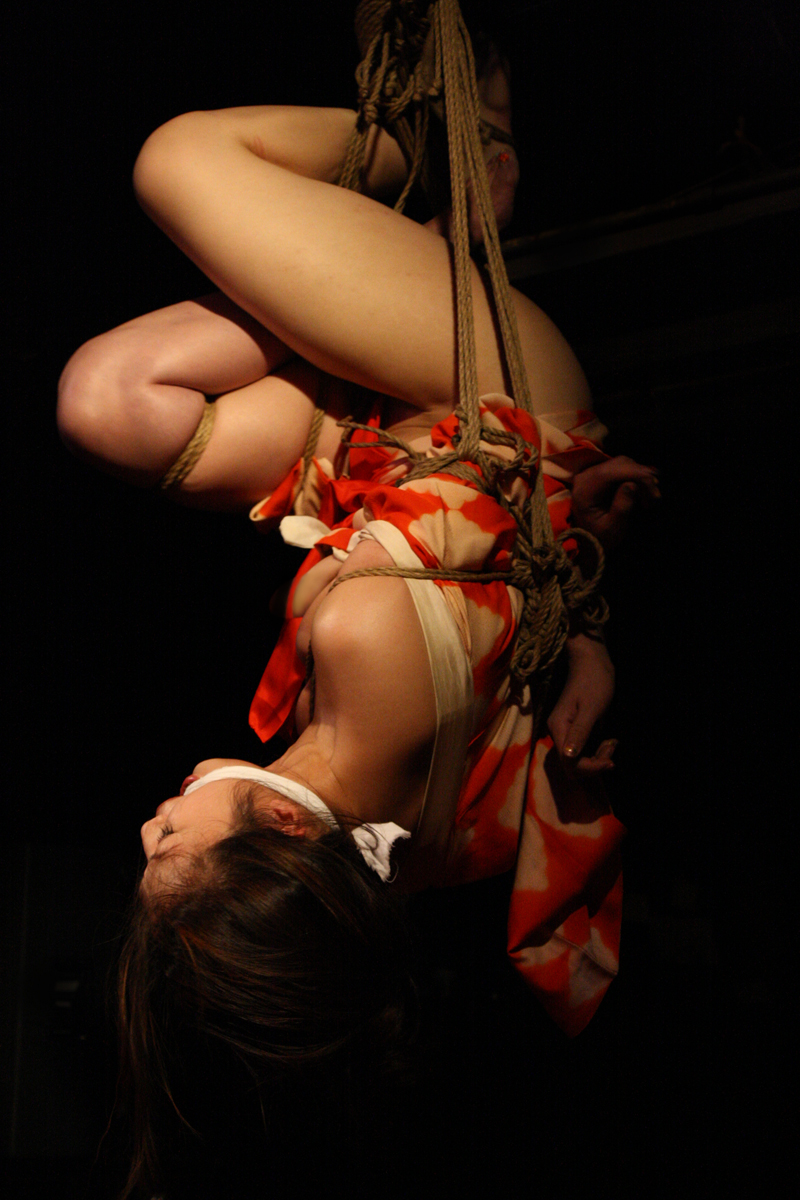
Bunden och upphängd kvinna vid en föreställning av kinbaku-konstnären Naka Akira, vid den internationella shibari-festivalen i Tokyo 2011.

Japansk bondage (uttal: ['bɔndidç]), i Japan känt som kinbaku och på en del europeiska språk känt som shibari, är en typ av bondage med användande av rep. Den inkluderar bindandet av en person på enkla med visuellt avancerade sätt, ofta med en särskild typ av tunt rep. Japansk, repbaserad bondage är en form av sexuell lek som kan ge olika typer av upplevelser, inklusive mentalt och fysiskt kittlande, avslappning och meditation.

## Ord och teknik
Ordet shibari kom under 1990-talet i bruk i västerlandet för att beskriva den japanska bondagetekniken benämnd som kinbaku. Shibari är ett japanskt ord som betyder 'binda' i allmänhet, men i BDSM-sammanhang – i och utanför Japan – har ordet kommit att syfta just på den här stilen av dekorativ bondage. Samtidigt används kinbaku inom BDSM-kulturen ibland för det mer sexuella utnyttjandet av japansk bondage, men de båda uttrycken används ofta omväxlande om ungefär samma sak.
Shibari och kinbaku fokuserar på det estetiska och uppvisandet av den mänskliga kroppen. Det är vanligt att modellerna eller deltagarna är mer eller mindre nakna, och konstformen inkluderar ofta eller i någon mån erotisk förnedring. Tekniken kan användas för att hindra någons rörelser eller endast som ett visuellt skådespel. Det som skiljer shibari/kinbaku från andra former av repbondage är den estetiska aspekten, att den är effektiv och någon koppling till japansk estetik.

## Historik
Bondage som en sexuell aktivitet började först uppmärksammas i Japan under den sena Edoperioden (1700-talet till 1860-talet). Seiu Ito, som studerade hojōjutsu (konsten att binda en krigsfånge), brukar ses som "Kinbakuns fader". Inspiration hämtades också från kabukiteatern och träsnittskonsten ukiyo-e.
Under 1950-talet ökade populariteten för kinbaku i Japan via Kitan Club och Yomikiri Romance, tidningar som publicerade de första nakna bondage-fotografierna. På 1960-talet började folk som Eikichi Osada presentera föreställningar med sadomasochistiska scenerier som ofta inkluderade en hel del reprelaterad bondage, och dessa artister beskrivs numera ofta som nawashi ('repmästare') eller bakushi (efter kinbakushi, 'bondagemästare'). Populariteten för företeelsen berodde delvis på dess identitet som en lek med sexfantasier för vanliga människor, och på dess fokusering på erotisk nostalgi.
Kinbaku har blivit populärt på den västerländska BDSM-scenen, och den har influerat även olika västerländska former av bondage. Populariteten för kinbaku i Nordamerika har kopplingar till den sexuella revolutionen, människorätts- och HBTQ-rörelserna på 1960-talet, inte minst bland etniska minoriteter.